# Crying End Roll
『Crying End Roll』（クライングエンドロール）は、indigo la Endのメジャー3枚目、通算4枚目のアルバム。2017年7月12日にunBORDEより発売された。

## 収録曲

### CD
全作詞・作曲:川谷絵音、全編曲:indigo la End
1. 想いきり (3:15)
2. 見せかけのラブソング (4:13)
3. 猫にも愛を (3:44)
4. End Roll I (1:12)
5. 鐘泣く命 (4:27)
  - フジテレビ地上波&フジテレビオンデマンド配信ドラマ『ぼくは麻理のなか』オープニングテーマ。
6. 知らない血 (3:38)
7. ココロネ(Remix by Qrion) (4:00)
8. End Roll II (2:25)
9. プレイバック (4:30)
  - 千葉テレビ『シャキット!』2017年7月度エンディングテーマ。
10. 天使にキスを (4:54)
11. エーテル (4:46)
12. 夏夜のマジック(Remix by ちゃんMARI) (4:11)

### DVD
初回限定盤のみ。2016年9月10日に東京・新木場STUDIO COASTで行われたライブ『プレイバック』より収録。
1. 楽園
2. 秘密の金魚
3. 実験前
4. 緑の少女
5. 夏夜のマジック
6. 幸せな街路樹
7. 瞳に映らない
8. 渚にて幻（long ver.）
9. 名もなきハッピーエンド